# Taeromys callitrichus
Taeromys callitrichus es una especie de roedor de la familia Muridae.

## Distribución geográfica
Se encuentra solo en el noreste de Célebes (Indonesia).